# Åbo datatekniska forsknings- och utbildningscentrum
Åbo datatekniska forsknings- och utbildningscentrum (förk. TUCS, engelska: Turku Centre for Computer Science, finska: Turun tietotekniikan tutkimus- ja koulutuskeskus) är ett samarbete mellan Åbo universitet och Åbo Akademi. TUCS grundades 21 mars 1994 av de två nämnda universiteten samt Åbo handelshögskola, som på den tiden var ett självständigt universitet men numera är en del av Åbo universitet. Syftet med TUCS är att koordinera universitetens utbildning och forskning inom informations- och kommunikationsteknik. De utrymmen TUCS verkar i finns i Turku Science Park i Åbo.

## Enheter som är en del av Åbo datatekniska forsknings- och utbildningscentrum

### Åbo universitet
Matematisk-naturvetenskapliga fakulteten
- Institutionen för informationsteknologi
- Matematiska institutionen

Åbo handelshögskola
- Informationssystem

### Åbo Akademi
Fakultetsområdet för naturvetenskaper och teknik
- Institutionen för informationsteknologi